# Barnwell (Alberta)
Barnwell ist ein Ort im südlichen Alberta, Kanada mit 978 Einwohnern (Stand: Zensus 2021) und dem Status eines Dorfes (englisch Village). Die kleine Gemeinde verfügt über ein Seniorenzentrum, zwei Parks und eine öffentliche Bibliothek.

## Geschichte
Im späten 19. Jahrhundert stand ein Güterwaggon auf einem Anschlussgleis, wo sich heute Barnwell befindet. Er wurde von den Siedlern und der Eisenbahngesellschaft als Telegrafenamt genutzt. Die Umgebung, zunächst Woodpecker genannt, wurde 1908 in Bountiful umbenannt, um sie an den Namen der Schule anzugleichen. Schon kurze Zeit später bekam sie ihren heutigen Namen, Barnwell, weil eine andere Gemeinde schon den Namen Bountiful erhalten hatte. Der Name Barnwell rührt von William Barnwell, einem Angestellten der Canadian Pacific Railway, her.
Viele der frühen Siedler Barnwells waren Bergleute, die in den nahegelegten Kohleminen arbeiteten. Als diese Minen jedoch 1920 geschlossen wurden, verließen sie Barnwell wieder.

## Demografie
Beim Zensus 2016 wurde eine Einwohnerzahl von 947 ermittelt.
Der auf 835 Metern Höhe gelegene Ort hatte 2006 eine Bevölkerung von 613, die sich auf 182 Haushalte verteilt. Bei einer Fläche von 0,9 km² ergibt sich daraus eine Bevölkerungsdichte von 680,5 Einwohnern pro Quadratkilometer.